# مارسيلو لامبروغي
مارسيلو لامبروغي (بالإيطالية: Marcello Lambrughi)‏ هو لاعب كرة قدم إيطالي في مركز الدفاع، ولد في 14 سبتمبر 1978 في ديزيو في إيطاليا. شارك مع منتخب إيطاليا تحت 17 سنة لكرة القدم. أما مع النوادي، فقد لعب مع إيه أس بيتزاغيتوني ونادي تريفيزو ونادي ساسولو.